# Morestead
Morestead – wieś w Anglii, w hrabstwie Hampshire, w dystrykcie Winchester. Leży 9 km na południowy wschód od miasta Winchester i 97 km na południowy zachód od Londynu.